# Edward Ravasi
Edward Ravasi, né le 5 juin 1994 à Besnate (Lombardie), est un coureur cycliste italien.

## Biographie
Edward Ravasi naît le 5 juin 1994 en Italie.
Il entre dans l'équipe Colpack en 2014, il remporte cette saison-là le Giro del Canavese et la 3e étape du Giro delle Valli Cuneesi. 
En 2015, il termine troisième du championnat d'Italie sur route espoirs. Ses bons résultats lui valent d'être pris comme stagiaire dans la WorldTeam italienne Lampre-Merida du 1er août au 31 décembre 2015.
Au mois de septembre 2016 il signe un contrat professionnel en faveur de l'équipe Lampre-Merida, qui devient UAE Abu Dhabi en 2017.

## Palmarès et classements mondiaux

### Palmarès sur route
- 2012
  - 2e du Giro della Castellania
  - 3e de la Coppa Valle Grana
- 2014
  - Giro del Canavese
  - 3e étape du Giro delle Valli Cuneesi
  - 2e du Grand Prix de la ville de Bosco Chiesanuova
- 2015
  - Mémorial Gerry Gasparotto
  - Tour de la Province de Bielle
  - 2e de la Freccia dei Vini
  - 2e du Grand Prix de la ville de Bosco Chiesanuova
  - 3e du championnat d'Italie sur route espoirs
- 2016
  - Tour de la Province de Bielle
  - 1re étape du Tour de la Bidassoa
  - 5e étape du Tour de la Vallée d'Aoste
  - Trofeo SC Corsanico
  - 2e du Piccola Sanremo
  - 2e du Tour de la Bidassoa
  - 2e de la Cronoscalata Gardone Val Trompia-Prati di Caregno
  - 2e du Gran Premio Capodarco
  - 2e du Tour de l'Avenir
- 2023
  - Championnat d'Autriche de la montagne[3]

### Résultats sur les grands tours

#### Tour d'Italie
2 participations
- 2017 : 80e
- 2021 : 46e

#### Tour d'Espagne
1 participation
- 2018 : 39e

### Classements mondiaux
| Année                                 | 2014 | 2015 | 2016 | 2017  | 2018 | 2019  | 2020  | 2021  | 2022  | 2023  | 2024  |
| ------------------------------------- | ---- | ---- | ---- | ----- | ---- | ----- | ----- | ----- | ----- | ----- | ----- |
| UCI World Tour                        |      |      | nc   | 380e  | 202e |       |       |       |       |       |       |
| Classement mondial                    |      |      | 415e | 1035e | 506e | 1884e | 1052e | 1271e | 1139e | 2440e | 2208e |
| UCI Europe Tour                       | 661e | 406e | 212e | 1078e | 559e | 1243e | 819e  | 913e  | 807e  | nc    | nc    |
| UCI America Tour                      | nc   | nc   | nc   | 168e  | nc   |       |       |       |       |       |       |
|                                       |      |      |      |       |      |       |       |       |       |       |       |
| Légende : nc = non classéSource : UCI |      |      |      |       |      |       |       |       |       |       |       |

## Distinctions
- Oscar TuttoBici des moins de 23 ans : 2016